# Pfarrkirche Zipf

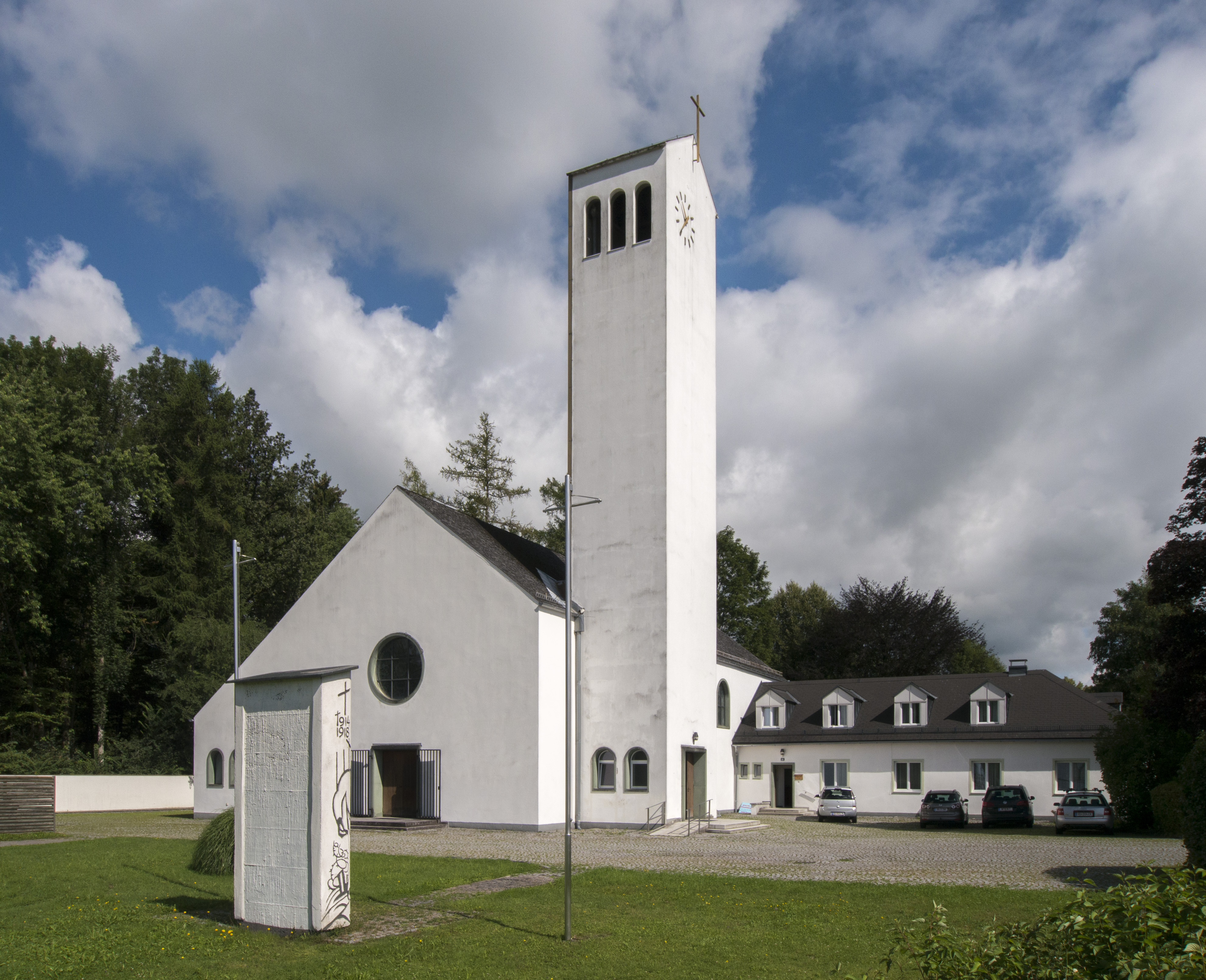
Pfarrkirche Zipf, rechts der Pfarrhof

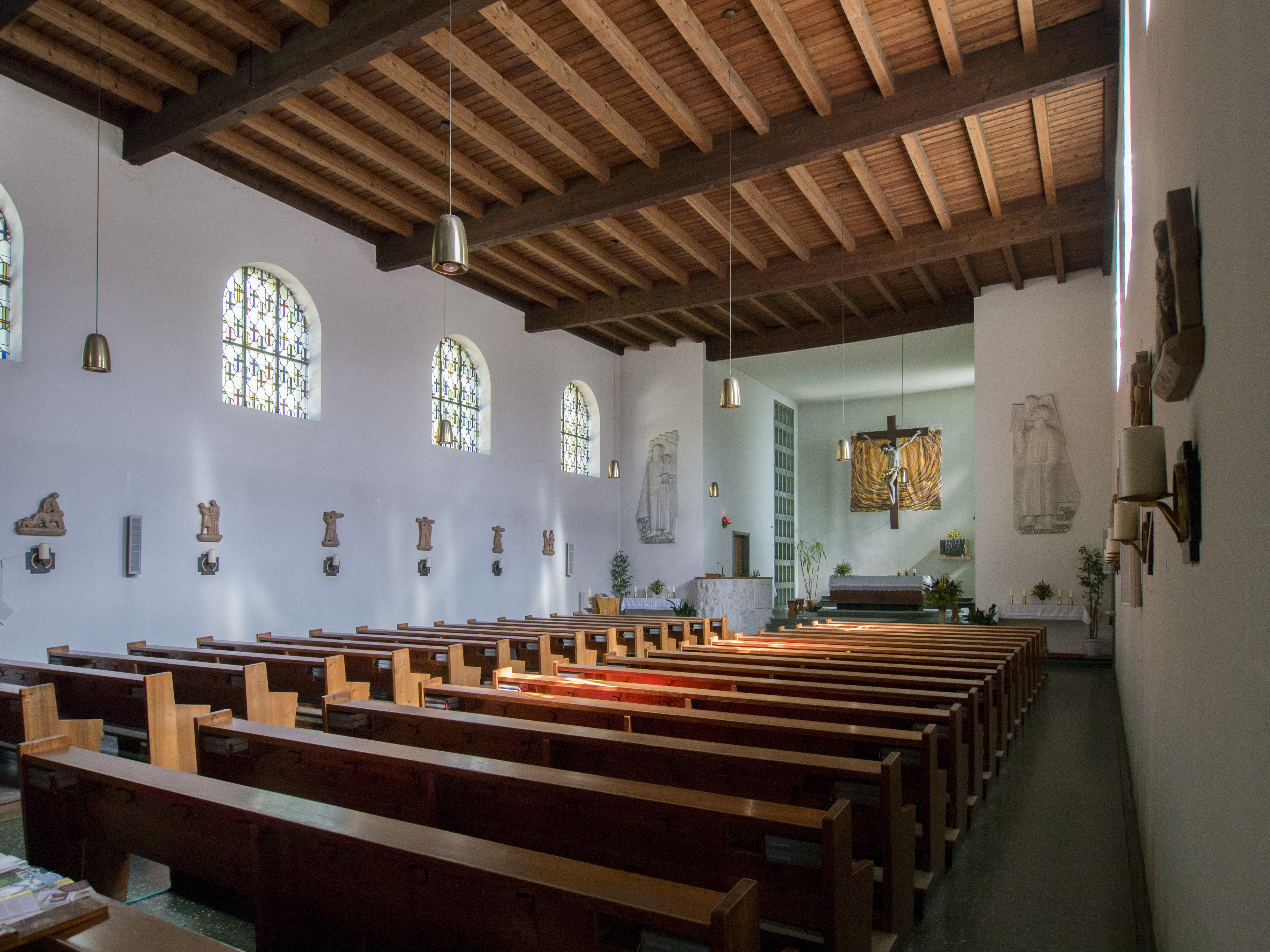
Die Kirche innen

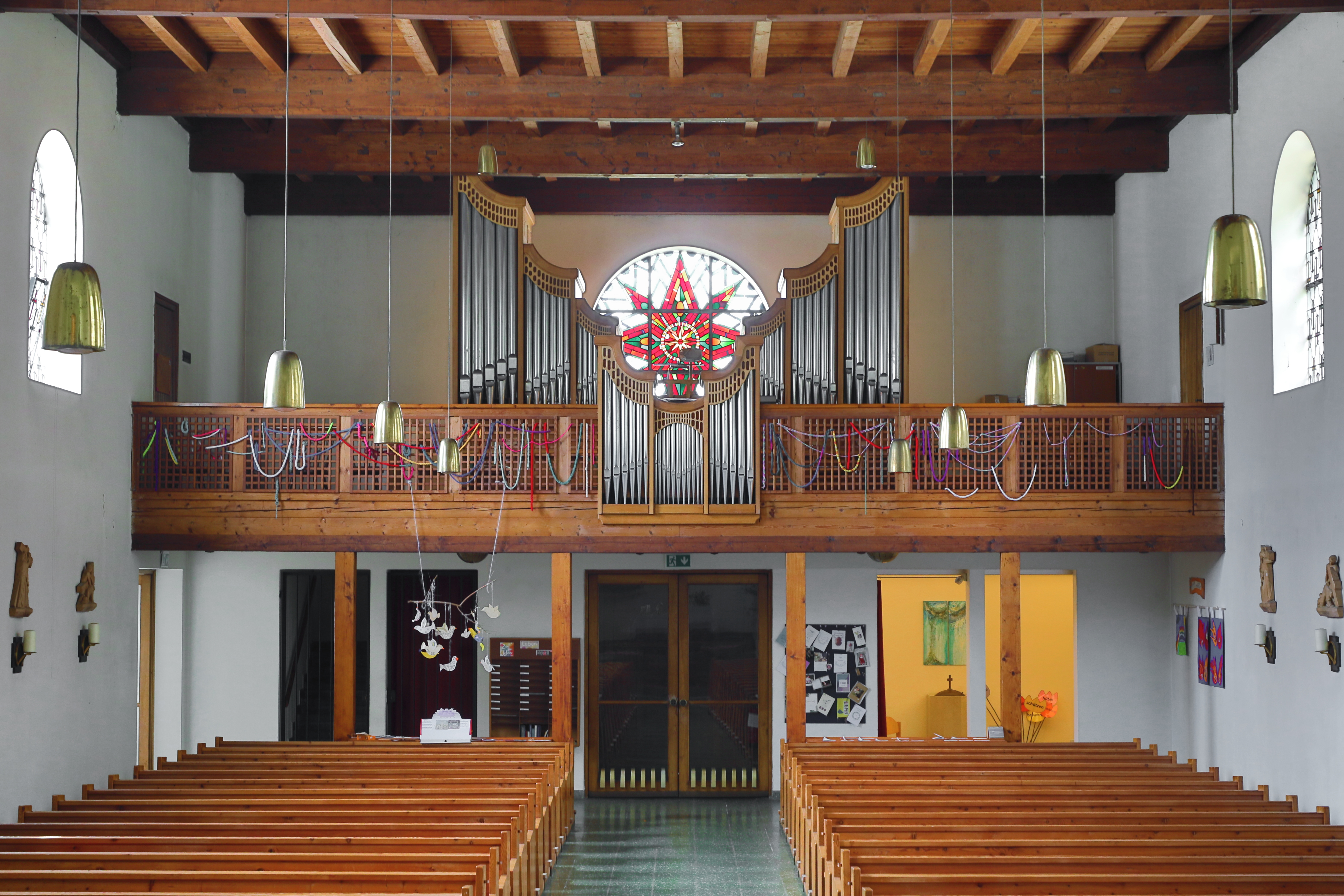
Innenansicht in Richtung Orgelempore

Die römisch-katholische Pfarrkirche Zipf steht in der Ortschaft Exlwöhr in der Gemeinde Vöcklamarkt im Bezirk Vöcklabruck in Oberösterreich. Der Pfarrhof befindet sich allerdings bereits in Neukirchen an der Vöckla. Sie ist dem heiligen Josef geweiht und gehört zum Dekanat Frankenmarkt in der Diözese Linz.

## Geschichte
Die Kirche wurde in den Jahren 1953 bis 1955 nach Plänen des gebürtigen Zipfers Otto Nobis erbaut und 1955 geweiht.

## Kirchenbau
Kirchenäußeres
Die Kirche ist ein nüchterner Bau mit Satteldach.
Kircheninneres
Die Kirche ist ein großer rechteckiger Saalraum mit anschließendem rechteckigem und eingezogenem Chorraum mit geradem Abschluss. Das Gotteshaus ist 30 m lang und 13 m breit. Der Chor ist erhöht. Über Chor und Langhaus ist eine Flachdecke. Der Kirchturm ist 26 m hoch.

## Ausstattung
Über dem Altarraum hängt ein großes Kruzifix aus Holz. Es wurde um 1740 gefertigt und wurde aus der Filialkirche Oberthalheim hierher übertragen und 1955 restauriert. Das Relief an der Kanzel sowie die Figuren der Heiligen Maria und Josef sind Arbeiten des Bildhauers Adolf Treberer-Treberspurg. Das Tabernakelrelief ist eine Treibarbeit von Hanns Angerbauer aus dem Jahr 1955.

## Umgebung

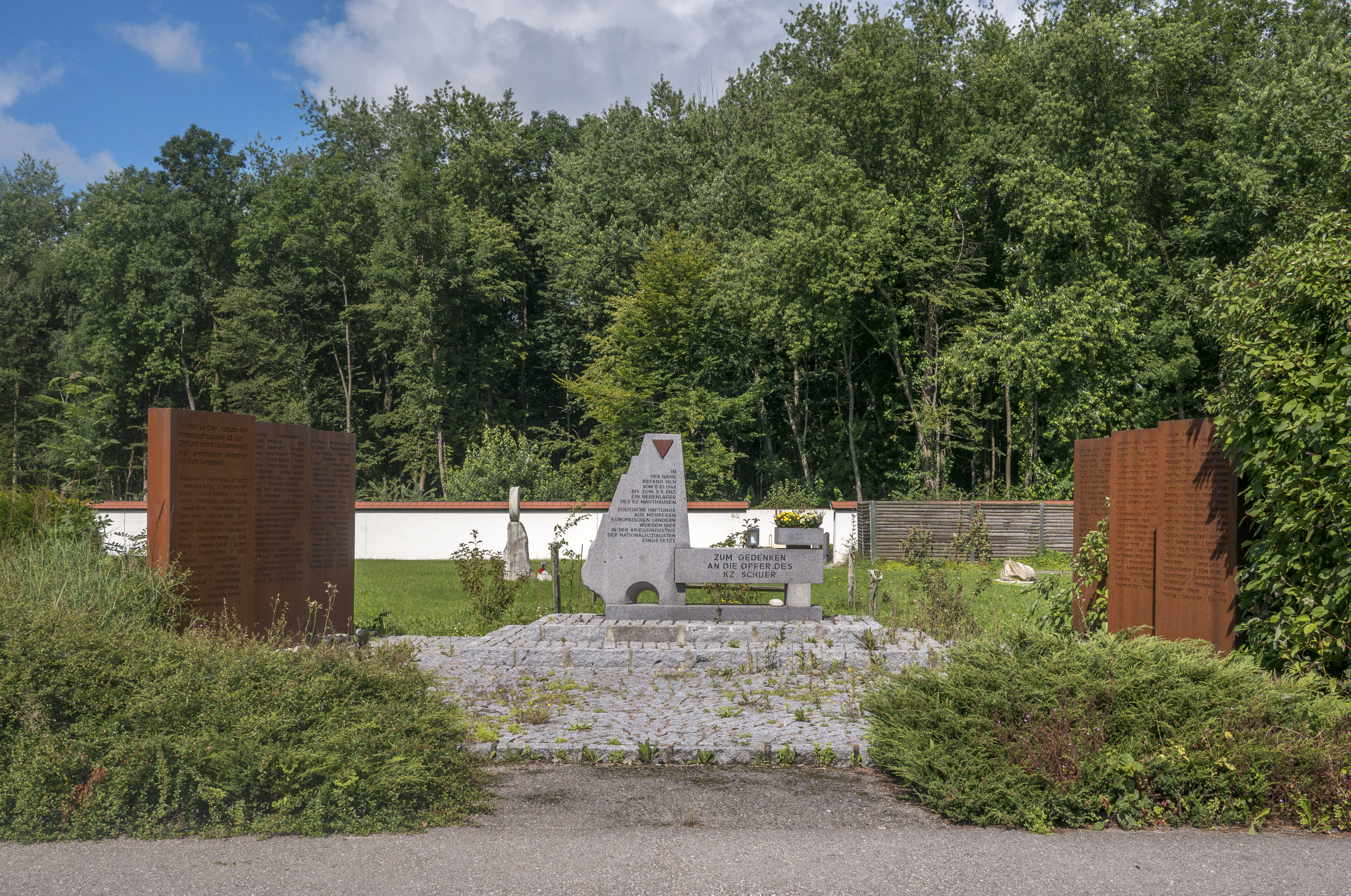
Das KZ-Mahnmal bei der Pfarrkirche Zipf

Neben der Pfarrkirche befindet sich eine Gedenkstätte für das KZ-Nebenlager Redl-Zipf. Das Denkmal konnte nicht auf dem Gemeindegebiet von Neukirchen an der Vöckla errichtet werden, so wurde es neben der Kirche von Zipf im Gemeindegebiet von Vöcklamarkt aufgestellt.